# Csókos asszony (operett)
A Csókos asszony Zerkovitz Béla egyik legnépszerűbb operettje, háromfelvonásos mű.

## Szereplők
- Báró Tarpataky
- Pünkösdi Kató
- Dorozsmay Pista
- Ibolya Ede
- Hunyadiné
- Rica-Maca
- Kubanek, hentes
- Salvatore, főkomornyik
- János, házmester
- Tűzoltó
- Józsefvárosi nép, gyerekek, polgárok, lakájok, vendégek, orfeum-lányok

## Cselekménye
- Helyszín: A budapesti Józsefváros
- Idő: az 1920-as évek környékén

## Operettslágerek
- Asszonykám, adj egy kis kimenőt
- Éjjel az Omnibusz tetején
- Én és a holdvilág
- Gyere te nímand
- Gyere, Josephine
- Kár itt minden dumáért
- Los Angeles
- Manuela
- Mi muzsikus lelkek
- Most, amikor minden virág nyílik
- Nem sírok egy férfiért
- Pest nóta
- Van a Bajza utca sarkán...
- Tapsolj csak nékem...
- In der Josefstadt

## Megfilmesítések
- 1989: TV-film Csókos Asszony – rendező: Iglódi István
- 2008: TV-film Csókos Asszony – rendező: Böhm György
- 2010: TV-film Csókos Asszony – rendező: Moravetz Levente

## Külső hivatkozások
- Zerkovitz Béla : * Budapesti Operettszínház 2008 (magyarul)